# Ceratognathus tasmanus
Ceratognathus tasmanus is een keversoort uit de familie vliegende herten (Lucanidae). De wetenschappelijke naam van de soort is voor het eerst geldig gepubliceerd in 1943 door Benesh.